# Hällekisätten
Hällekisätten var en lågfrälseätt från Norra Vedbo eller Östra hd i Småland. Först med sin sista manliga medlem, riksrådet Axel Matsson, nådde ätten en ställning bland högfrälset i Västgötaland.
Ättens vapen var samma vapen som Vinstorpaätten, en kluven sköld med en halv lilja i högra fältet och två balkar i det vänstra, båda sköldfälten i guld, den halva liljan i rött (eller blått) och balkarna blå (eller röda).
Men ätten har möjligen ursprungligen fört ett vapen med högra fältet tomt och två bjälkar i det vänstra, och trots de likartade vapnen har släktskap mellan Hällekisätten och Vinstorpaätten inte gått att påvisa.
Mats Påvelsson är ättens äldsta kända medlem. Hans far uppges vara Påvel Knutsson som dock inte påträffats i bevarade urkunder. Mats Påvelsson är nämnd 1474-1484 såsom bosatt i Faderstorp i Småland. Han var gift med Anna, dotter till Ture Körning. 
Paret hade två barn: Cecilia och Axel.
Cecilia Matsdotter var gift med Lasse Abjörnsson (Liljesparre).
Axel Matsson nämns i källorna från 8 juli 1493 till 1525. Han är nämnd som riksråd 1512-1526. Hans sätesgård var Hällekis i Medelplana socken i Västergötland. Morgongåvan till hustrun Brita Eriksdotter (Välingeätten) är daterad 26 augusti 1493. Hustru Brita var dotter till Erik Nilsson och Elin Jönsdotter (Välingeätten). Deras dotter Anna var gift med Axel Posse.